# Estació de Sant Joan Baptista
Sant Joan Baptista és una estació de la línia T5 de la xarxa del Trambesòs situada sobre el carrer de la Platja a Sant Adrià de Besòs.
Aquesta es va inaugurar el 5 de maig de 2007 amb la prolongació de la T5 entre Besòs i Sant Joan Baptista.
| Trambesòs                  |             |       |                       |                        |
| Procedència/Destinació     | <           | Línia | >                     | Procedència/Destinació |
| Ciutadella - Vila Olímpica | La Catalana |       | Encants de Sant Adrià | Gorg                   |